# Proterospastis merdella
Proterospastis merdella är en fjärilsart som beskrevs av Philipp Christoph Zeller 1852. Proterospastis merdella ingår i släktet Proterospastis och familjen äkta malar. Inga underarter finns listade i Catalogue of Life.